# Martes zibellina tungussensis
Martes zibellina tungussensis es una subespecie de  mamíferos carnívoros  de la familia Mustelidae,  subfamilia Mustelinae.

## Distribución geográfica
Se encuentra en Siberia.